# キャロライン・ケネディ
キャロライン・ブーヴィエ・ケネディ（英: Caroline Bouvier Kennedy、1957年11月27日 - ）は、アメリカ合衆国の弁護士、作家、外交官。駐豪アメリカ合衆国大使（第27代）。第35代大統領ジョン・F・ケネディの長女。
駐日アメリカ合衆国大使（第29代）を歴任した。

## 来歴

### 生い立ち

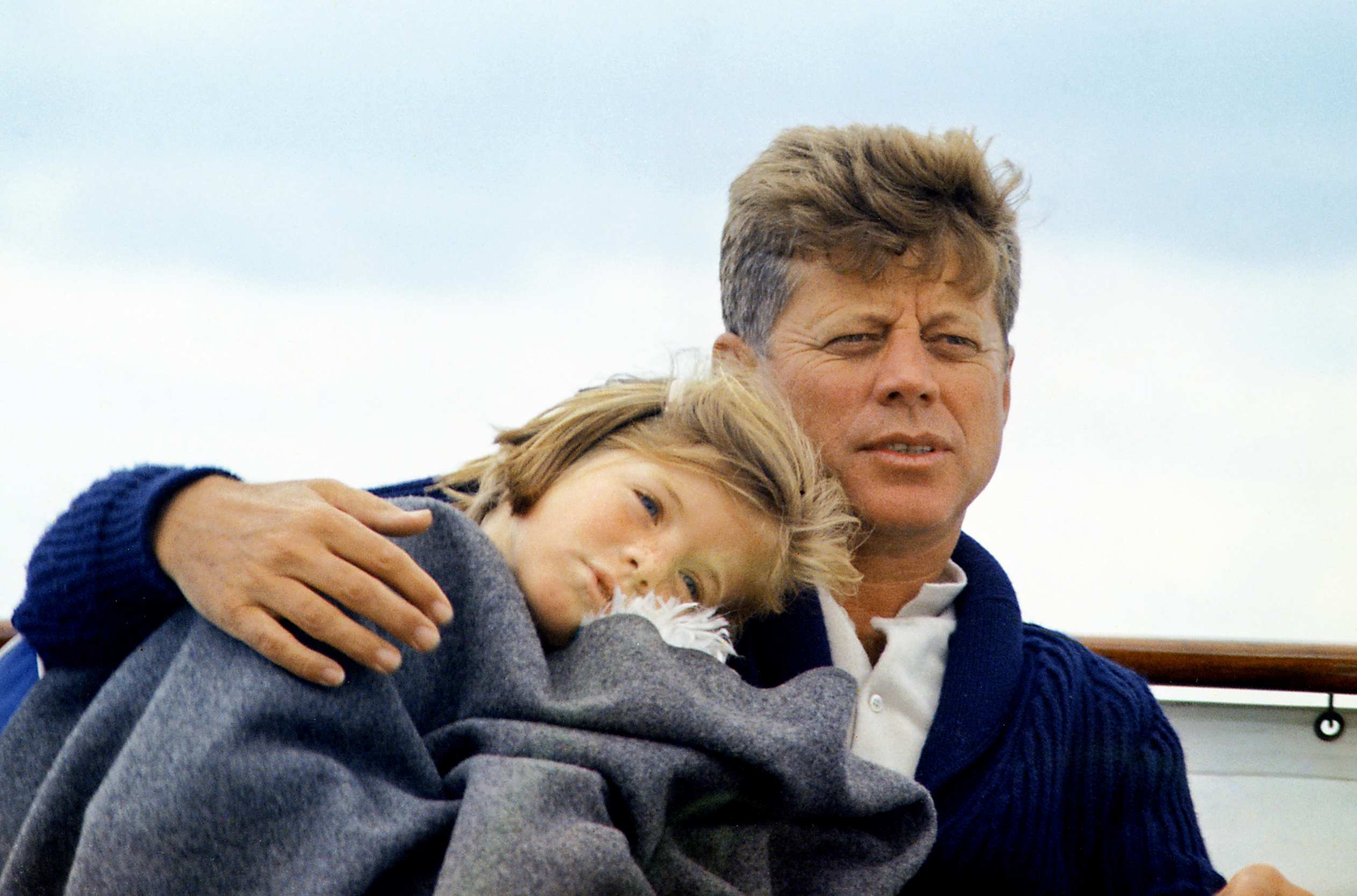
父とヨット「ハニー・フィッツ」号に乗るキャロライン（マサチューセッツ州ハイアニス、1963年8月）

1957年11月27日、父ジョン・F・ケネディと母ジャクリーン・ケネディの長女として、ニューヨークで誕生した。
1960年の大統領選挙で父が大統領に選出された翌年にホワイトハウスに入り、合衆国大統領の娘として世界的な関心を集めた。1963年11月22日に父が暗殺されると母とニューヨークに戻り、母の保護のもとでメディアの報道合戦に巻き込まれずに済んだ。学士号を取得して、セブン・シスターズの名門校ラドクリフ大学（1999年にハーバード大学と統合）を卒業後、コロンビア大学ロースクールを卒業して法務博士となり、弁護士資格を取得した。元国務長官のジョン・ケリーが家庭教師であった。メトロポリタン美術館在職中に、ユダヤ系ウクライナ人の血を引くエドウィン・シュロスバーグと出会い、1986年に結婚した。なお、祖父のジョセフ・P・ケネディは駐英アメリカ合衆国大使（第44代）を歴任した。

### 成人後の活動
ケネディ記念図書館の館長やハーバード大学ケネディ・スクールの顧問を務めた。キャロライン自身が直接政治活動を行うことは少ないが、2008年の大統領選挙では、叔父で上院議員のエドワード・ケネディとバラク・オバマへの支持を表明し、同陣営の副大統領候補者選考委員会で仕事をした。
駐カナダ大使候補にもたびたび擬せられたが、ニューヨーク州選出上院議員のヒラリー・クリントンがオバマ政権で国務長官に就任することが明らかになると、その後継に意欲を見せた。CNNなどの共同世論調査では、過半数が「ケネディは上院議員になる資質を備えている」と答え、またケネディがヒラリーの後継となることには52%が肯定的、42%が否定的な反応を示した。しかし、2009年1月になって一身上の都合により、上院議員の補填指名を受けることを辞退した。

### 駐日大使として

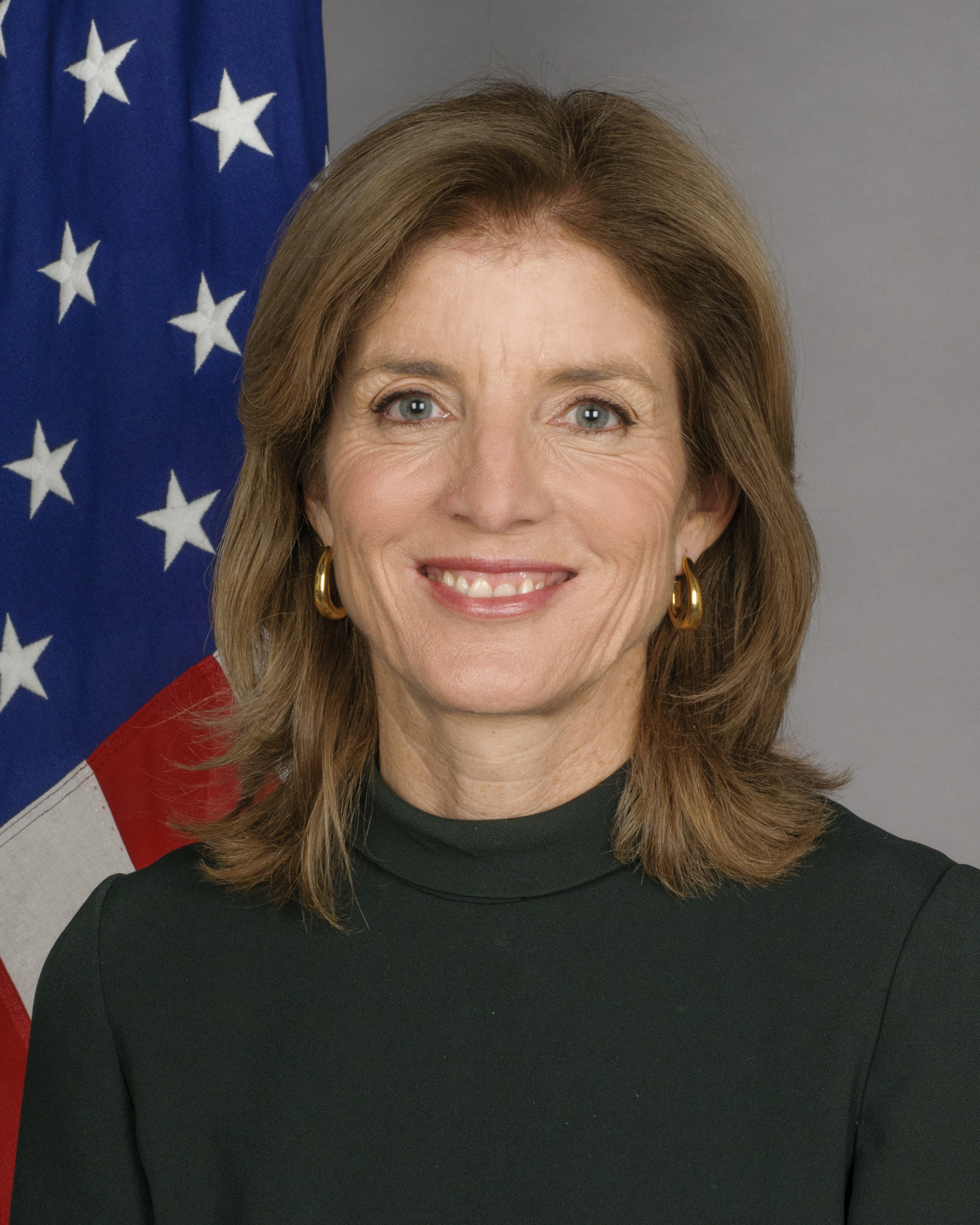
駐日大使としての肖像写真（2013年撮影）

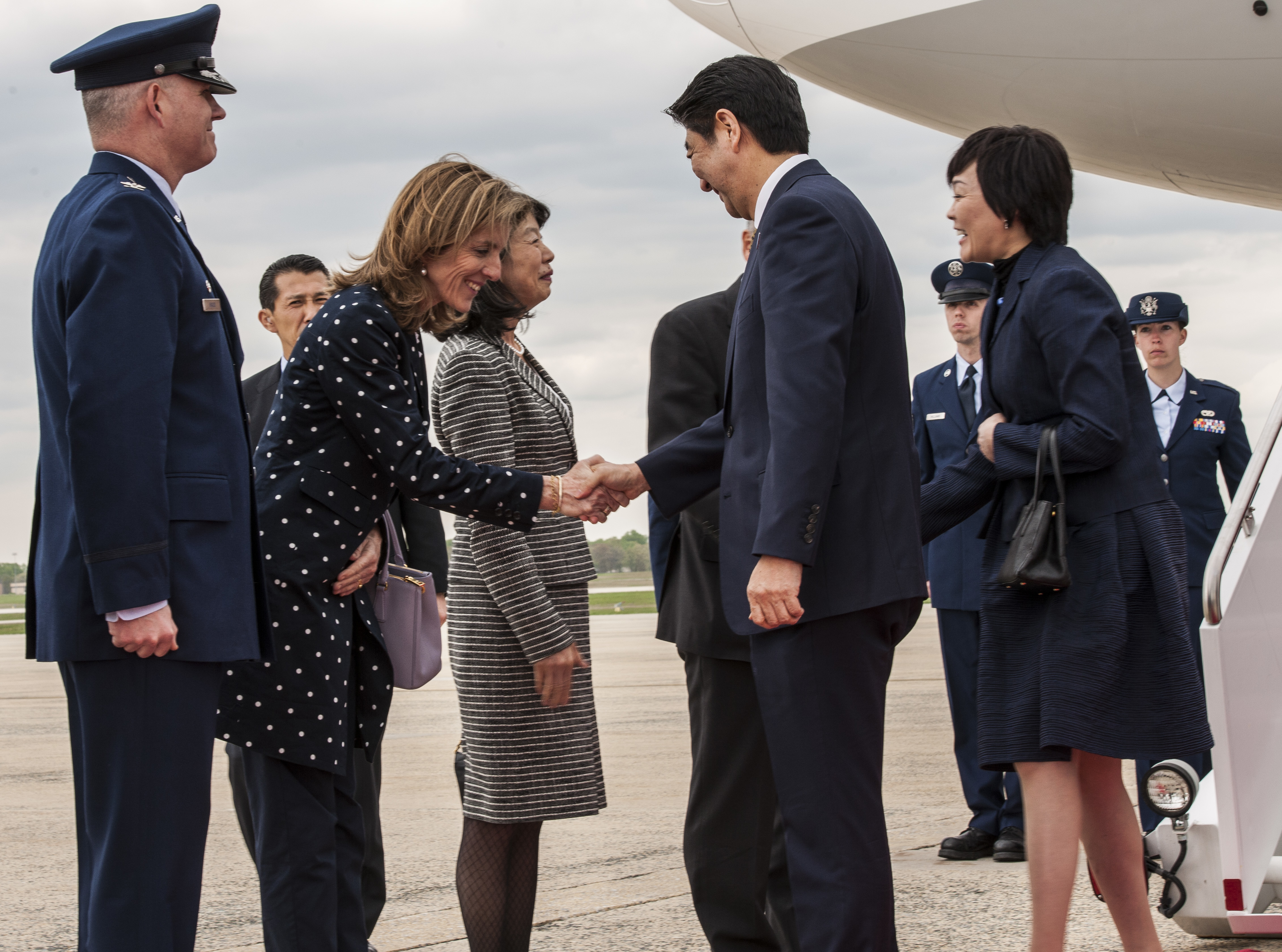
訪米した安倍晋三首相と昭恵夫妻を出迎えるケネディ駐日大使（アンドルーズ空軍基地、2015年4月27日）

#### 就任前
2013年の春頃からジョン・ルースの後任の駐日大使への起用が取り沙汰され、同年7月24日にホワイトハウスが駐日大使への起用を発表した。キャロラインの日本との接点の少なさを懸念する向きもあったが、9月の上院外交委員会公聴会では1978年(昭和53年)に初めて日本を訪問したエピソードなどを披露して「日本ほど私が赴任したいと思う国は、思いつかない」と赴任に意欲を見せ、10月16日の上院本会議での承認を経て、11月12日に国務省で宣誓式に臨んだ。

#### 就任式典
2013年（平成25年）11月19日の皇居での信任状捧呈式を経て、正式に第29代駐日アメリカ合衆国特命全権大使に着任した。皇居までの沿道には約4000人がつめかけた。天皇明仁への信任状捧呈式においては、キャロラインは平服で皇居に現れた。史上初の女性の駐日アメリカ合衆国大使となった。しかし、儀式に相応しない服装とその際の立ち居振る舞いに問題があるとして、失礼であるとの批判が起こった。

#### 被災地を訪問
就任して約1週間後に、東日本大震災で被災した宮城県石巻市を訪問し、被災者と交流した。その後は東日本大震災の被災地には複数回訪問、2016年の熊本地震の際にも熊本を慰問に訪れた。

#### 現職首相の靖国神社参拝に対する失望
同年12月26日に就任1年を迎えた内閣総理大臣安倍晋三が靖国神社を参拝すると、駐日アメリカ大使館は「日本の指導者が近隣諸国との緊張を悪化させるような行動を取ったことに、米国政府は失望している。」とのコメントを発表し、安倍に対する失望感を露わにした。

#### イルカ漁批判
2014年1月18日、和歌山県東牟婁郡太地町にて行われているイルカ追い込み漁に対し、短文投稿サイトTwitter上で「米国政府はイルカの追い込み漁に反対します。イルカが殺される追い込み漁の非人道性について深く懸念しています。」というメッセージを発信し、賛否両論が寄せられた。なお、当人はこの件について賛否両論論争が出るのは「健全なこと」と語っている。この発言については、日本に対する他国からの懸念についての配慮を求める意図があったのではないかという見方もある。

#### NHKのインタビュー拒否
2014年2月15日、NHK経営委員の一人である作家の百田尚樹が南京事件の存在を否定する発言をしたことや、極東国際軍事裁判（東京裁判）と1945年3月10日の東京大空襲に関する米国批判を理由に、大使就任直後の前年11月から申請されていたNHKとのインタビュー取材を拒否していたと報道された。

#### 都議会「セクハラやじ」被害議員への激励
2014年6月18日に起きた東京都議会やじ問題において、「自分が早く結婚したらいいじゃないか」、「産めないのか」といったセクシャルハラスメントに対するやじを自由民主党所属の東京都議会議員鈴木章浩らから受けた塩村文夏都議に対して、激励の手紙を送った。

#### ケネディへの脅迫
2015年2月、米国駐日大使のケネディを執拗に脅迫していたとして、那覇市の52歳男が威力業務妨害容疑で警視庁に逮捕されていたことが分かった。もっとも、ケネディへの脅迫はこの男からだけではなく、イルカ漁や靖国神社問題に関してのコメントの後に脅迫が殺到した、と複数の米国メディアは報じた。

#### 被爆地の広島・長崎訪問
前任のジョン・ルースと同様に、アメリカ軍が第二次世界大戦末期に原子爆弾を投下した広島市（8月6日）、長崎市（8月9日）で開かれた平和祈念式典に出席（2016年は公務による一時帰国のために欠席）、ジョン・ケリーとともに、現職の大統領であるバラク・オバマの広島訪問を推進した一人とされる。キャロライン自身は、1978年に叔父のエドワード・ケネディに同伴して初めて広島を訪問し、深く心を動かされたという。

#### 沖縄問題
毎年6月23日（沖縄戦の組織的戦闘終結日）に沖縄県糸満市の平和祈念公園で行われる沖縄全戦没者追悼式に、2014年から2016年までの3回出席した。沖縄問題への関心は高いとされ、沖縄県への訪問は7回に及んだ。

#### 離任
オバマ政権の終了に伴い離任、2017年1月18日、帰国の途に就いた。同年8月10日、ボーイング取締役に就任。
2021年11月4日、旭日大綬章受章。

### 駐豪大使として

#### 就任前
2021年12月15日、米国大統領ジョー・バイデンが、ケネディを駐オーストラリア大使に指名すると発表した。2022年5月5日の上院本会議で承認された。

#### ソロモン諸島訪問
2022年8月、ソロモン諸島を訪問。日本政府主催で行われたガダルカナルの戦いの慰霊式に、国務副長官のウェンディ・ルース・シャーマンとともに出席した。

#### 安倍晋三元首相の国葬に参列
2022年9月27日、日本武道館で執り行われた元首相安倍晋三の国葬に副大統領のカマラ・ハリス、駐日アメリカ大使のラーム・エマニュエルをはじめ、歴代の駐日大使らと共に参列した。

## 逸話
- ファーストレディであった母親のジャクリーンは、子供たちが礼儀正しく振る舞うように育てた。友人のパーティーに招待された際には、必ずお礼状を出させて、ホワイトハウスのエグゼクティヴ・レジデンスのスタッフたちにも名字に敬称を付けて呼ぶように教えた[39]。両親は、レジデンスの4階のサンルームにキャロラインのために幼稚園を設置した。父親が暗殺され、母親・弟ジョンJr.と共にホワイトハウスを退去した後も、一学期が終了する1964年1月までキャロラインのために幼稚園は残された[40]。
- ジョン・F・ケネディ大統領とジャクリーン・ケネディ・オナシス夫妻の娘として、日本でも知名度のあった[41]キャロラインは、駐日米国大使就任当初から高い注目を集めた。2016年12月30日開催の第58回日本レコード大賞に、観客として登場した[42]。
- 2015年3月5日に行われた国立公文書館での「JFK-その生涯と遺産」展の開会式で、第二次世界大戦で父のジョン・F・ケネディが乗る魚雷艇を沈めた駆逐艦天霧の艦長花見弘平の妻である花見和子の手を握り「大使に就任以来、お会いしたいと願っていました」と話しかけた。ジョン・F・ケネディと花見弘平はかつての敵同士ながら戦後に友好関係を築き、大統領選でも花見が元部下らを応援に派遣する間柄であった[43][44][45][46]。
- 2016年放送のTBS系テレビドラマ「逃げるは恥だが役に立つ We married as a job!」主題歌「恋」（唄：星野源）に合わせて踊る通称「恋ダンス」を、駐日米国大使館及び日本各地の米国総領事館職員一同が踊る動画が、同テレビドラマの最終回放送日である12月20日にYouTubeに「アメリカ大使館・領事館」名義で公開され、当時の駐日大使キャロラインもサンタクロース姿で参加した。同動画は、1日で60万再生を超える反響を呼んだ[47]。

## 著書

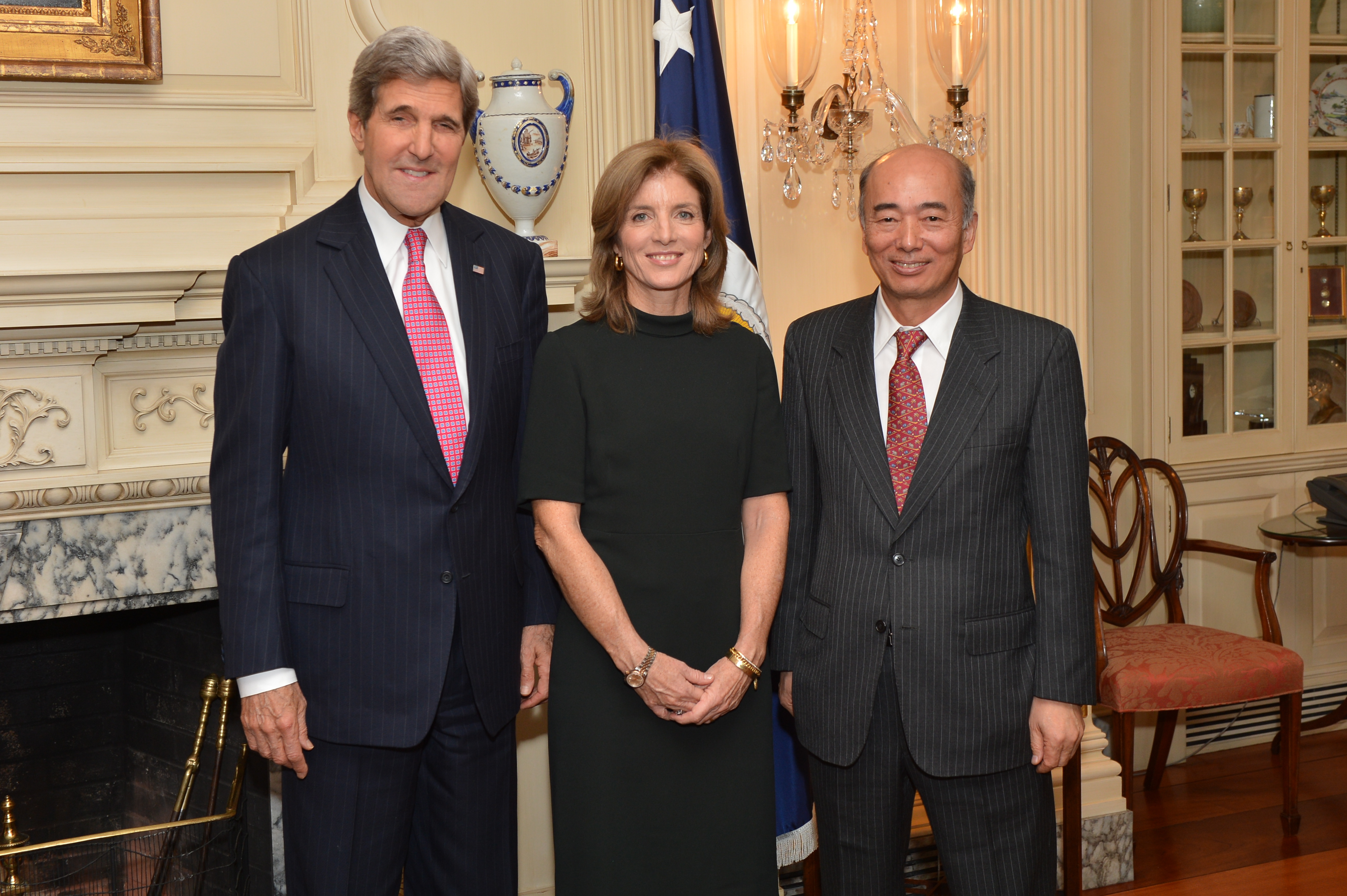
2013年（平成25年）11月12日、
日本駐箚特命全権大使宣誓式にてアメリカ合衆国国務長官ジョン・ケリー（左）、日本のアメリカ合衆国駐箚特命全権大使佐々江賢一郎（右）らと
(米国務省、ワシントンD.C.)

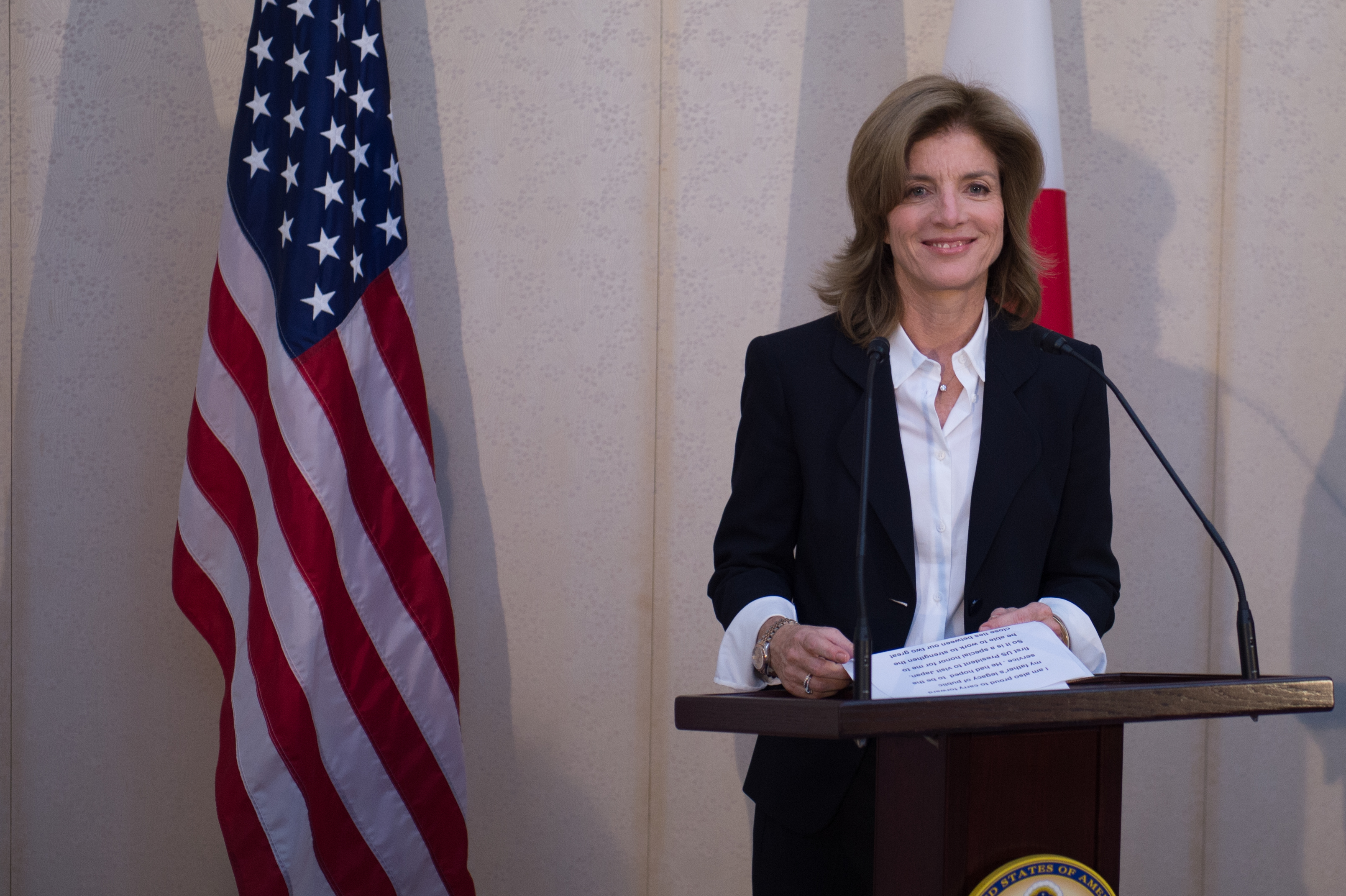
2013年（平成25年）11月15日、
成田国際空港（千葉県成田市）にて駐日米国大使着任後初のステートメント

公民権運動に関する Ellen Alderman との共著:
- In Our Defense: The Bill of Rights In Action （1991年）
- The Right to Privacy （1995年）

「ニューヨーク・タイムズ」のベストセラーにもなった単編著:
- The Best-Loved Poems of Jacqueline Kennedy Onassis （2001年）
- Profiles in Courage for Our Time （2002年）
- A Patriot's Handbook : Songs, Poems, Stories, and Speeches Celebrating the Land We Love （2003年）
- A Family of Poems: My Favorite Poetry for Children （2005年）

その他の主な著作物：
- A Family Christmas, a collection of poems, prose, and personal notes from her family history （2007年）
- She Walks In Beauty – A Woman's Journey Through Poems （2011年）

## 家族・親族
- パトリック・J・ケネディ（曾祖父）
- ジョン・F・フィッツジェラルド（曾祖父）
- ジョセフ・P・ケネディ（祖父）
- ジョン・F・ケネディ（父）
- ジャクリーン・ケネディ・オナシス（母）
- ジョセフ・P・ケネディ・ジュニア（伯父）
- ローズマリー・ケネディ（叔母）
- リー・ラジヴィル（叔母） - キャロラインの名前は、「"キャロライン"・リー・ブーヴィエ・ラジウィル」にちなんで名付けられた[48]。
- ロバート・ケネディ（叔父）
- エドワード・ケネディ（叔父）
- ヴィクトリア・レジー・ケネディ（義叔母）
- ジョン・フィッツジェラルド・ケネディ・ジュニア（弟）
- キャロリン・ベセット＝ケネディ（義妹）
- クリストファー・ケネディー・ローフォード（従弟）
- エドワード・ケネディ・ジュニア（従弟）
- ジャック・シュロスバーグ（長男）